# Fredrik Lindström (biatleta)
Fredrik Wilhelm Lindström (Anundsjö, 24 de julio de 1989) es un deportista sueco que compitió en biatlón.
Participó en tres Juegos Olímpicos de Invierno, entre los años 2010 y 2018, obteniendo dos medallas, bronce en Vancouver 2010 y oro en Pyeongchang 2018, ambas en la prueba de relevo, y el sexto lugar en Sochi 2014 (salida en grupo).
Ganó tres medallas en el Campeonato Mundial de Biatlón entre los años 2011 y 2013.

## Palmarés internacional
| Juegos Olímpicos   | Juegos Olímpicos             | Juegos Olímpicos  | Juegos Olímpicos |
| Año                | Lugar                        | Medalla           | Prueba           |
| ------------------ | ---------------------------- | ----------------- | ---------------- |
| 2010               | Vancouver (Canadá)           | Medalla de bronce | Relevo           |
| 2018               | Pyeongchang (Corea del Sur)  | Medalla de oro    | Relevo           |
| Campeonato Mundial |                              |                   |                  |
| Año                | Lugar                        | Medalla           | Prueba           |
| 2011               | Janty-Mansisk (Rusia)        | Medalla de bronce | Relevo           |
| 2012               | Ruhpolding (Alemania)        | Medalla de bronce | Salida en grupo  |
| 2013               | Nové Město (República Checa) | Medalla de bronce | Individual       |